# Prašník
Prašník (in ungherese Prasnikirtvány) è un comune della Slovacchia facente parte del distretto di Piešťany, nella regione di Trnava.